# Apogonia lombokiana
Apogonia lombokiana är en skalbaggsart som beskrevs av Moser 1913. Apogonia lombokiana ingår i släktet Apogonia och familjen Melolonthidae. Inga underarter finns listade i Catalogue of Life.